# Juan Solá
Juan Nepomuceno Solá (Salta, 20 de enero de 1834 - Buenos Aires, 14 de diciembre de 1899) fue un comerciante, militar, político y explorador argentino, que ejerció dos veces la gobernación de la provincia de Salta.

## Biografía
Hijo del coronel y gobernador Manuel Solá, jefe de la Coalición del Norte en su provincia, emigró con sus padres a Bolivia tras la derrota de la misma, en 1841. Se dedicó al comercio en Chile y Bolivia, y fue, por un tiempo, cadete en un regimiento en Tupiza.
Regresó a Salta en 1853, con su padre, con la excusa de llevar mercaderías desde Bolivia. Pero se radicó en su provincia natal y se enroló como oficial de milicias. Hizo algunas campañas hacia el Chaco, intercaladas con varios viajes de negocios a Chile y Bolivia. En 1858 trajo de regreso a su padre a Salta y lo apoyó en las elecciones que lo llevaron al gobierno provincial.
Participó en las batallas de Cepeda y Pavón. Luego permaneció un tiempo en Entre Ríos y regresó a Salta en 1864, donde reprimió la revolución que pretendió perpetuar en el poder a los Uriburu. Fue puesto al mando de un regimiento y electo diputado provincial.
En 1865 regresó a Entre Ríos, donde fue nombrado jefe del regimiento de artillería de esa provincia para la Guerra del Paraguay. Peleó en las batallas de Paso de la Patria, Itapirú, Estero Bellaco, Tuyutí y Boquerón. Regresó a Salta por razones de salud a fines de 1866.
Luchó contra la invasión de Felipe Varela en la defensa de la ciudad de Salta y se unió a las fuerzas del general Octaviano Navarro en la persecución del caudillo. Permaneció en su provincia como inspector general de armas. En 1874 evitó que los partidarios de Antonino Taboada extendieran la revolución de ese año a la provincia de Salta. En algunos períodos fue diputado nacional por el Partido Autonomista Nacional.
El 9 de julio de 1877 asumió como gobernador de la provincia de Salta. Sus principales preocupaciones fueron organizar las milicias y la policía provinciales, y aumentar y asegurar el cobro de impuestos. También apoyó una ambiciosa expedición al Chaco. Cuando llegaba a su fin su período de gobierno, estallaron serios disturbios, que hicieron que dejara el mando a un gobernador electo por la Legislatura, Moisés Oliva, el 30 de julio de 1879. En 1880 fue diputado nacional, y apoyó al presidente Nicolás Avellaneda en el Congreso reunido en Belgrano.
En noviembre de ese año fue nombrado jefe de la Frontera Norte, es decir, de la defensa de las provincias del norte argentino contra los indígenas del Chaco. En mayo de 1881 inició una exploración desde su provincia hasta la costa del río Paraguay, entre los ríos Bermejo y Pilcomayo, es decir, cruzando toda la actual provincia de Formosa al frente de 70 soldados, algunos oficiales y dos científicos. En el camino, encontró a un explorador que intentaba organizar la navegación del Bermejo, que estaba perdido en la selva. Tras varias demoras y combates con indígenas, donde tuvieron que comer hasta las botas del uniforme por el hambre que pasaron, también la división de Solá se perdió. Tras haber perdido algunos hombres, logró llegar a un puerto, ubicado 50 kilómetros al sur de Formosa, después de casi cuatro meses de marcha. El propio gobernador Luis Jorge Fontana lo fue a buscar. Por el mérito de haber sido el primer hombre blanco conocido que cruzara el territorio del Chaco central fue ascendido al grado de coronel. El lugar donde se encontró con Fontana se llamó, desde entonces, Puerto Solá. La población más importante del actual Chaco salteño se llama Coronel Juan Solá.
Se reincorporó a su banca de diputado en el Congreso por unos meses y regresó a Salta. Organizó una nueva expedición al Chaco, que no alcanzó a partir.
El 9 de julio de 1883 asumió por segunda vez la gobernación de su provincia. Durante este segundo mandato se preocupó sobre todo por extender los ferrocarriles al Valle de Lerma y a Orán. También prestó atención especial a la educación, fundando la escuela normal para varones. Fundó dos fuertes importantes sobre el Chaco y fijó con mayor precisión los límites con la vecina provincia de Jujuy.

## Fallecimiento
Pasó los últimos años de su vida dedicado al ejército, ocupando funciones secundarias y honoríficas. Murió en Buenos Aires en diciembre de 1899.
Casado con Julia Terán Silva, habían tenido cinco hijos: Juan, Julio, Abel, María y el general Ricardo Solá.